# Presteigne
Presteigne (/ p r ɛ s t ï n / , en gallois Llanandras : l'église de saint André) est une ville et communauté du Radnorshire, en Powys, dans le Pays de Galles sur la rive sud de la rivière Lugg. 
Anciennement chef-lieu du comté historique de Radnorshire, la ville a, comme d'autres villes proches de la frontière entre le pays de Galles et l'Angleterre, adopté la devise « Gateway to Wales ». La frontière s'étend sur trois côtés de la ville (nord, est et sud). 
Les villes voisines sont Kington dans le Herefordshire au sud, et Knighton au nord, et les villages environnants incluent Norton et Stapleton. La ville appartient au diocèse de Hereford. La communauté a une population de 2 710 habitants et la zone bâtie en compte 2 056. La communauté comprend le village de Norton, Powys. Seul un quart de la communauté est née au Pays de Galles.
Presteigne est jumelée avec la ville française de Ligné, en Loire-Atlantique.